# Radio Kiss Kiss TV
Radio Kiss Kiss TV è un canale televisivo italiano.

## Storia
Il canale nasce il 12 dicembre 2019 ed è visibile sul digitale terrestre alla LCN 158, su Sky Italia alla LCN 727 e su Tivùsat alla LCN 64 (precedentemente era visibile alla LCN 65) in alta definizione.
Dal 14 febbraio 2021 il canale, che in precedenza trasmetteva esclusivamente una rotazione di video musicali, si converte alla radiovisione con alcuni test (nel dettaglio, è stata trasmessa per la prima volta in simulcast radio-tv la versione mattutina di Kiss Kiss Weekend in occasione di San Valentino), mentre il 22 febbraio viene trasmesso per la prima volta in simulcast radio-tv il programma I corrieri di Kiss Kiss. Il 28 febbraio, viene trasmesso per la prima volta in simulcast radio-tv il programma Pippo Pelo Show con ospite Amadeus per parlare del Festival di Sanremo 2021. Le trasmissioni in simulcast radio-tv sono poi partite ufficialmente il 15 marzo.

## Ascolti

### Share 24h* di Radio Kiss Kiss TV
| Anno | Gen   | Feb   | Mar   | Apr   | Mag   |  | Giu | Lug | Ago | Set | Ott | Nov | Dic | Media anno |
| ---- | ----- | ----- | ----- | ----- | ----- |  | --- | --- | --- | --- | --- | --- | --- | ---------- |
| 2019 | -     | -     | -     | -     | -     |  | -   | -   | -   | -   | -   | -   |     |            |
| 2020 | 0,09% | 0,07% | 0,07% | 0,04% | 0,10% |  |     |     |     |     |     |     |     |            |

- Giorno medio mensile su target individui 4+